# 有田村武一
有田村 武一（ありたむら ぶいち、文政7年11月15日（1825年1月3日） - 明治4年11月4日（1871年12月15日））は、明治時代の一揆指導者。本名は森脇治政、通称は他に山県武一郎がある。

## 経歴・人物
安芸国山県郡有田村の寺子屋の師匠。
明治4年（1871年）廃藩置県により広島城が県庁となると旧広島藩藩主の浅野長勲は東京行きを命じられる。これに領民は反対し、一揆に発展した（武一騒動）。武一は一揆の首謀者とみなされ他の農民9 人と共に「先般郡市暴動巨魁」として、同年11月4日処刑された。